# Ferdinando Pastore
Ferdinando Pastore (Napoli, 3 gennaio 1923 – Napoli, fine marzo 2008) è stato un calciatore italiano, di ruolo centrocampista o difensore.

## Carriera
Centrocampista centrale, crebbe nelle giovanili dello Stabia e giocò anche con la Caivanese. Nel dopoguerra passò al Napoli, con cui disputò l'anomalo torneo 1945-1946, i due successivi campionati di Serie A e due tornei in Serie B. In cinque anni in maglia azzurra collezionò complessivamente 87 presenze e una rete.

## Palmarès

### Club

#### Competizioni nazionali
- Serie B: 1

Napoli: 1949-1950